# Berg, Sankt Gallen
Berg är en ort och kommun i distriktet Rorschach i kantonen Sankt Gallen, Schweiz. Kommunen har 1 012 invånare (2023).